# Grand Blanc (groupe de musique)
Pour les articles homonymes, voir Grand Blanc.
Grand Blanc est un groupe de rock électro et d'électro punk français. Il se compose de Benoît David ou Ben (chant et guitare), Camille Delvecchio (chant et claviers), Vincent Corbel, alias Korben (guitare basse) et Luc Wagner (batterie).

## Biographie
Camille Delvecchio et Luc Wagner se sont connus en classe de sixième à horaires aménagés musique et jouent ensemble depuis cette époque. Camille Delvecchio joue alors de la harpe et de la contrebasse et a poursuivi un cursus de plus de 10 ans au conservatoire. Elle est diplômée d'un Master de musicologie et gestion culturelle. Luc Wagner a également intégré le conservatoire et est diplômé d'une école d'ingénieurs du son. De son côté, Benoît David, initié à la guitare par son oncle, commence à composer à l'âge de 21 ans après avoir quitté sa classe préparatoire pour une faculté parisienne, la Sorbonne, où il entame des études littéraires qui le mèneront en Master de littérature à l'EHESS.
Tous trois originaires de Metz, ils sont arrivés séparément à Paris entre 2007 et 2010. En 2012, ils effectuent leur premier concert dans le cadre d'un tremplin organisé à Metz au Trinitaires. Le trio s'enferme trois semaines pour préparer son concert. Rejoints ensuite par le francilien Vincent Corbel, alias Korben (guitare basse), également ingénieur du son, le groupe, formé à Paris, fait ses débuts sur les scènes de Metz.
Repéré par les Inouïs du Printemps de Bourges lors de l'édition 2014 du festival, Grand Blanc sort un premier EP le 22 septembre 2014 comportant quatre titres ,. Le groupe se produit ensuite lors d'un concert remarqué aux Transmusicales de Rennes en décembre 2014,,.
Un second EP intitulé Montparnasse est dévoilé en 2015.
Le 19 février 2016, le groupe sort son premier album intitulé Mémoires vives sur le label Enterprise et part en tournée. Grand Blanc participe, le 31 mars 2016, en compagnie de Flavien Berger, à la date rouennaise de la tournée Fair : le tour, organisée par le FAIR. Le groupe se produit  ensuite sur la scène de l'industrie du festival Rock en Seine en août 2016.
À partir d'avril 2018 le groupe fait la première partie des concerts d'Indochine lors de la tournée de l'album 13, 13 tour.
Le groupe enregistre, en 2017, un second album, finalement intitulé Image au mur, dont la musique « va plus à l’essentiel » selon Benoît David. Il sort finalement en septembre 2018, toujours sur le label Enterprise,. Portant essentiellement sur le thème du voyage, qu'il soit « concret ou intérieur », voire sur le « rêve de voyage », les textes sont toujours principalement écrits par Benoît, celui-ci ayant commencé l'écriture de l'album dès la fin de leur tournée Mémoires vives en Asie, et même trouvé l'idée de certaines chansons en haut d’une tour à Hong Kong.
Le troisième album du groupe est présenté lors d'un concert avec l'Orchestre national de Metz enregistré par ARTE Concert le 26 mars 2021 à la Boîte à musiques de Metz et devrait sortir d'ici au printemps 2022,. Halo est sorti en mai 2023.